# Флакстон (Северная Дакота)
Флакстон (англ. Flaxton) — город США, город в штате Северная Дакота. По состоянию на 2013 год, численность населения составляла 76 человек.

## История
Город был основан в 1900 год, и получил название, так как в данном районе среди агрокультур преобладал лён (англ. Flax-лён).

## Географическое положение
Город расположен в 15 км севернее столицы округа Берк, города Боубелс. Климат влажный континентальный, с жарким летом и холодной зимой.

## Население
Расовый состав согласно оценкам Бюро переписи населения США на 2010 год:
- белые - 81,8 %
- латиноамериканцы − 18,2 %

Гендерный состав 56,1 % мужчин и 43,9 % женщин. Средний возраст населения составляет 44,5 года.

## Экономика
Наибольшая занятость населения в сферах: нефтегазодобывающая промышленность, услуги питания и проживания, грузоперевозки. 

## Транспорт
- Железнодорожная станция.

## Полиция
За порядок и безопасность жителей города отвечает Офис шерифа округа Берк, в составе 6 приведённых к присяге сотрудников, и 1 гражданского служащего.